# لامين دياتا
لامين دياتا (بالفرنسية: Lamine Diatta) (2 يوليو 1975 في دكار) لاعب كرة قدم سنغالي يلعب حاليا في نادي الدرجة الممتازة الأهلي القطري في مركز قلب الدفاع.

## المسيرة الرياضية مع الأندية
عندما بلغ دياتا من العمر سنة واحدة انتقل من بلاده السنغال إلى فرنسا . بدأ دياتا مسيرته الرياضية في نادي تولوز سنة 1998 ثم انتقل إلى نادي مرسيليا في يناير 1999 وفي صيف سنة 1999 انتقل إلى نادي رين . في سنة 2004 انتقل إلى نادي ليون وخلال موسمين استطاع أن يساهم في الفوز ببطولة دوري الدرجة الأولى مرتين في 2004-2005 و2005-2006 . في الموسم الأول شارك دياتا في 19 مباراة من دون تسجيل أي هدف . في الموسم الثاني لم يشارك سوى في 13 مباراة بسبب تعرضه للعديد من الإصابات . في أغسطس 2006 غادر نادي ليون بعد انتهاء مدة العقد ووافق على الانضمام إلى نادي سانت إتيان . في صيف 2007 انتقل إلى نادي بشيكطاس التركي . في 7 مارس 2008 خضع لفترة تجربة ناجحة في نادي نيوكاسل يونايتد الإنجليزي وانضم إليه فورا حتى نهاية الموسم . في 14 مارس تم تأكيد الصفقة وشارك في أول مباراة رسمية في الدوري الإنجليزي الممتاز أمام نادي ريدينغ في 5 أبريل بديلا ولكن تم فسخ العقد في 15 مايو . خضع دياتا لفترة تجربة في نادي ستوك سيتي في يناير 2009 . في 20 مارس وقع لصالح نادي هاميلتون أثلتيك الاسكتلندي حتى نهاية الموسم . بعد مرور شهر واحد وفي 25 أبريل غادر دياتا نادي هاميلتون أثلتيك متوجها إلى نادي الأهلي القطري.

## المسيرة الرياضية مع المنتخبات
شارك دياتا في جميع مباريات منتخب السنغال الخمس في بطولة كأس العالم لكرة القدم 2002. وقرر دياتا اعتزال اللعب الدولي في سنة 2008.

## روابط خارجية
- لامين دياتا على موقع الاتحاد الدولي (مؤرشف)  (الإنجليزية)
- لامين دياتا على موقع اتحاد تركيا (لاعب) (الإنجليزية)
- لامين دياتا على موقع قاعدة بيانات كرة القدم.إي يو (الإنجليزية)
- لامين دياتا على موقع ليكيب (الفرنسية)
- لامين دياتا على موقع ناشيونال فوتبول تيمز (الإنجليزية)
- لامين دياتا على موقع Soccerbase.com (لاعب) (الإنجليزية)
- لامين دياتا على موقع عالم كرة القدم.نت (الإنجليزية)
- لامين دياتا على موقع كووورة